# Blang Jerango (plaats)
Blang Jerango is een bestuurslaag in het regentschap Gayo Lues van de provincie Atjeh, Indonesië. Blang Jerango telt 298 inwoners (volkstelling 2010).